# Hokuto, Hokkaidō
Hokuto (北斗市 Hokuto-shi) là thành phố thuộc phó tỉnh Oshima, Hokkaidō, Nhật Bản. Tính đến ngày 1 tháng 10 năm 2020, dân số ước tính thành phố là 44.302 người và mật độ dân số là 110 người/km2. Tổng diện tích thành phố là 397,4 km2.

## Địa lý

### Khí hậu
| Dữ liệu khí hậu của Hokuto, Hokkaidō    | Dữ liệu khí hậu của Hokuto, Hokkaidō | Dữ liệu khí hậu của Hokuto, Hokkaidō | Dữ liệu khí hậu của Hokuto, Hokkaidō | Dữ liệu khí hậu của Hokuto, Hokkaidō | Dữ liệu khí hậu của Hokuto, Hokkaidō | Dữ liệu khí hậu của Hokuto, Hokkaidō | Dữ liệu khí hậu của Hokuto, Hokkaidō | Dữ liệu khí hậu của Hokuto, Hokkaidō | Dữ liệu khí hậu của Hokuto, Hokkaidō | Dữ liệu khí hậu của Hokuto, Hokkaidō | Dữ liệu khí hậu của Hokuto, Hokkaidō | Dữ liệu khí hậu của Hokuto, Hokkaidō | Dữ liệu khí hậu của Hokuto, Hokkaidō |
| Tháng                                   | 1                                    | 2                                    | 3                                    | 4                                    | 5                                    | 6                                    | 7                                    | 8                                    | 9                                    | 10                                   | 11                                   | 12                                   | Năm                                  |
| --------------------------------------- | ------------------------------------ | ------------------------------------ | ------------------------------------ | ------------------------------------ | ------------------------------------ | ------------------------------------ | ------------------------------------ | ------------------------------------ | ------------------------------------ | ------------------------------------ | ------------------------------------ | ------------------------------------ | ------------------------------------ |
| Cao kỉ lục °C (°F)                      | 9.2 (48.6)                           | 10.7 (51.3)                          | 16.7 (62.1)                          | 25.1 (77.2)                          | 28.2 (82.8)                          | 29.5 (85.1)                          | 33.6 (92.5)                          | 34.5 (94.1)                          | 32.5 (90.5)                          | 28.2 (82.8)                          | 21.2 (70.2)                          | 16.3 (61.3)                          | 34.5 (94.1)                          |
| Trung bình ngày tối đa °C (°F)          | 0.2 (32.4)                           | 1.0 (33.8)                           | 5.0 (41.0)                           | 11.6 (52.9)                          | 16.9 (62.4)                          | 20.5 (68.9)                          | 23.9 (75.0)                          | 25.8 (78.4)                          | 22.9 (73.2)                          | 16.7 (62.1)                          | 9.3 (48.7)                           | 2.4 (36.3)                           | 13.0 (55.4)                          |
| Trung bình ngày °C (°F)                 | −3.5 (25.7)                          | −2.9 (26.8)                          | 0.9 (33.6)                           | 6.6 (43.9)                           | 11.8 (53.2)                          | 15.9 (60.6)                          | 19.8 (67.6)                          | 21.5 (70.7)                          | 18.0 (64.4)                          | 11.5 (52.7)                          | 5.0 (41.0)                           | −1.2 (29.8)                          | 8.6 (47.5)                           |
| Tối thiểu trung bình ngày °C (°F)       | −8.1 (17.4)                          | −7.8 (18.0)                          | −3.7 (25.3)                          | 1.5 (34.7)                           | 7.0 (44.6)                           | 11.9 (53.4)                          | 16.6 (61.9)                          | 17.9 (64.2)                          | 13.4 (56.1)                          | 6.3 (43.3)                           | 0.6 (33.1)                           | −5.2 (22.6)                          | 4.2 (39.6)                           |
| Thấp kỉ lục °C (°F)                     | −19.6 (−3.3)                         | −19.4 (−2.9)                         | −16.1 (3.0)                          | −10.8 (12.6)                         | −1.2 (29.8)                          | 4.0 (39.2)                           | 8.4 (47.1)                           | 9.2 (48.6)                           | 2.0 (35.6)                           | −3.3 (26.1)                          | −14.8 (5.4)                          | −18.6 (−1.5)                         | −19.6 (−3.3)                         |
| Lượng Giáng thủy trung bình mm (inches) | 67.0 (2.64)                          | 55.8 (2.20)                          | 56.1 (2.21)                          | 68.6 (2.70)                          | 86.4 (3.40)                          | 79.8 (3.14)                          | 129.5 (5.10)                         | 158.5 (6.24)                         | 142.6 (5.61)                         | 111.7 (4.40)                         | 106.2 (4.18)                         | 87.5 (3.44)                          | 1.149,7 (45.26)                      |
| Số ngày mưa trung bình                  | 14.8                                 | 12.3                                 | 12.2                                 | 10.1                                 | 10.3                                 | 8.3                                  | 9.6                                  | 9.4                                  | 11.0                                 | 12.1                                 | 14.3                                 | 16.1                                 | 140.5                                |
| Số giờ nắng trung bình tháng            | 66.8                                 | 83.1                                 | 133.5                                | 172.2                                | 189.2                                | 161.7                                | 116.7                                | 137.2                                | 152.8                                | 147.9                                | 97.0                                 | 63.5                                 | 1.521,6                              |
| Nguồn 1: Cục Khí tượng Nhật Bản         |                                      |                                      |                                      |                                      |                                      |                                      |                                      |                                      |                                      |                                      |                                      |                                      |                                      |
| Nguồn 2: Cục Khí tượng Nhật Bản         |                                      |                                      |                                      |                                      |                                      |                                      |                                      |                                      |                                      |                                      |                                      |                                      |                                      |

## Giao thông

### Đường sắt
- Ga Shin-Hakodate-Hokuto